# Slaget vid Melnitz
Slaget vid Melnitz var ett slag under trettioåriga kriget. Slaget stod mellan svenska och kejserliga trupper den 29 maj 1639 vid Melnitz.

## Bakgrund
År 1639 inledde en svensk här under Johan Banér en offensiv söderut, först till Sachsen och därefter in i Böhmen. Efter att ha intagit strategiskt viktiga orter marscherade svenskarna söderut mot Prag. Matthias Gallas sände som svar ut en 10 000 man stark här under befäl av Lorenz von Hofkirchen och Raimondo Montecuccoli för att hindra svenskarna från att korsa floden Elbe. Banér tänkte korsa Elbe vid Melnitz, men för att avleda sina fiender marscherade han med hela hären söderut till Alt Bunzlau. Den kejserliga hären följde efter och ställde upp på motsatta sidan om floden. Banér iscensatte då en falsk övergång och besköt den kejserliga hären samtidigt som han samlade in en del båtar vilka han lät gömma bakom en skogig ö vid Melnitz. Han lämnade sedan endast några regementen vid Alt Bunzlau för att fienden skull tro att han var kvar där medan resten av hären marscherade norrut och korsade Elbe vid Melnitz. När den kejserliga hären märkte vad som skett gick de norrut för att hindra hären att korsa floden, men de kom för sent.

## Slaget
Montecuccoli avrådde från att anfalla den större svenska hären men von Hofkirchen beordrade likväl ett brådstörtat anfall. Anfallet leddes av kavalleriet vilka störtade emot och kolliderade med det svenska kavalleriet. Anfallet misslyckades snabbt och kavalleriet retirerade efter att ha avfyrat mot svenskarna och lämnade då infanteriet, vilket även drog sig tillbaka. En stor del av den kejserliga hären lämnades åt svenskarna och blev tillfångatagna.

## Följder
Efter att de i grund besegrat den kejserliga hären var det fritt fram till Prag för svenskarna och under resterande delen av året fick Böhmen utstå ett grymt svenskt styre under Banér. Raimondo Montecuccoli, som även tillfångatogs av svenskarna, kom att författa flera kända militärteoretiska skrifter i Stettin.